# Курганский пограничный институт ФСБ России

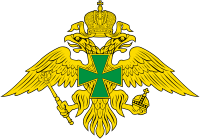
Эмблема Пограничной службы ФСБ России

Флаг Пограничной службы ФСБ России

ФГКОУВПО «Курганский пограничный институт ФСБ России» — военный институт в городе Кургане Курганской области.

## История
На основании Постановления ЦК КПСС приказом Министра обороны СССР от 13 марта 1967 года создается Курганское высшее военно-политическое авиационное училище (КВВПАУ). В высшем учебном заведении готовили офицеров-политработников для авиационных частей Вооружённых Сил СССР.
Приказом министра обороны Российской Федерации № 46 от 26 июня 1992 г. на базе КВВПАУ было образовано Курганское военное авиационно-техническое училище (КВАТУ). В этом среднем учебном заведении готовили авиационных техников для военно-воздушных сил Российской Федерации и стран СНГ.
26 декабря 1995 года Постановлением Правительства РФ № 1259 материальная база КВАТУ и основная часть личного состава передана в ведение Федеральной пограничной службы Российской Федерации и образован Курганский военный авиационный институт Федеральной пограничной службы Российской Федерации. В августе 1996 года учебное заведение переименовано в Курганский военный институт ФПС РФ. В учебном заведении готовил авиационных специалистов с высшим образованием по четырём инженерным и трем лётным специальностям. В июне 2000 года состоялся первый выпуск офицеров-инженеров, а в 2001 — офицеров-лётчиков и штурманов для авиационных частей ФПС России. В 2002 году институт выпустил офицеров-женщин, как по лётным, так и по инженерным специальностям.
Распоряжением Правительства Российской Федерации от 24 октября 2003 года № 1535-р КВИ ФПС России переименован в Курганский пограничный институт ФСБ России.
В настоящее время Курганский пограничный институт ФСБ России является единственным военным учебным заведением в Зауралье и единственным пограничным вузом между Москвой и Хабаровском. Выпускники Курганского пограничного института служат сегодня во всех региональных пограничных управлениях от Арктики до Камчатки, невзирая на трудности и бытовую неустроенность.
За 32 выпуска в истории функционирования Курганского военного учебного заведения подготовлено более 12,5 тысяч офицеров. Выпускники вуза проходят службу во всех родах и видах Вооруженных Сил России.

## Специальности
Вуз осуществляет подготовку офицеров Пограничной службы Федеральной службы безопасности Российской Федерации. Большинство сведений института засекречены, поэтому точные данные неизвестны, однако некоторые сведения были предоставлены для представления системы учебного заведения в общем. Обучение ведется по специальностям «пограничная деятельность» (с последующим присвоением квалификации «специалист») и «правоохранительная деятельность» (с последующим присвоением квалификации «юрист»).
Специализации — управление служебно-боевой деятельностью подразделений пограничных органов, пограничный контроль, оперативно-розыскная деятельность оперативных подразделений пограничных органов, управление оперативно-боевой деятельностью подразделений специального назначения органов федеральной службы безопасности (распределение по специализациям — после окончания 3 курса обучения). На базе среднего (полного) общего образования. Срок обучения — 5 лет. Подготовка на очно-заочной форме обучения предполагает 1 год очного обучения с последующим направлением военнослужащих для дальнейшего прохождения военной службы в пограничные органы, которые их подобрали, с переводом на 6 летнюю заочную форму обучения. Данный поток комплектуется из числа абитуриентов, не прошедших конкурсные испытания на основной поток. По окончании выпускнику выдаётся диплом о высшем образовании государственного образца и присваивается воинское звание лейтенант. Параллельно ведется подготовка специалистов со средним профессиональным образованием (продолжительность обучения — до 3 лет). После окончания курса обучения выпускник получает среднее профессиональное образование, диплом с квалификацией «юрист» и звание прапорщик.
Принимаются: граждане, не проходившие военную службу, в возрасте от 16 до 22 лет включительно; граждане, прошедшие военную службу, и военнослужащие, проходящие военную службу по призыву или по контракту, до 24 лет включительно, с образованием не ниже среднего (полного) общего, прошедшие в установленном порядке медицинское освидетельствование ( кандидат на поступление тщательно проверяется , осмотр очень строгий и отбираются исключительно здоровые абитуриенты), профессиональный психологический отбор, проверку уровня физической подготовленности, вступительные испытания, конкурсный отбор. Для подготовки к сдаче вступительных испытаний на потоки подготовки по очной и очно-заочной формам обучения для кандидатов, проходящих военную службу по призыву или контракту, в июне месяце текущего года функционируют подготовительные сборы продолжительностью до 30 дней.
Отбор и направление кандидатов в институт осуществляются органами федеральной службы безопасности в соответствии с требованиями по отбору кандидатов на военную службу в органы безопасности.

## Структура института

### Факультеты
- специальный факультет (обучение иностранных граждан)
- заочный

### Кафедры
- технических средств охраны границы
- организации деятельности пограничных органов и борьбы с трансграничной преступностью
- тактической подготовки
- радиационной, химической и биологической защиты

### Подразделения управления
- ученый совет
- юридическая служба
- отдел кадров
- строевой отдел
- вещевая служба
- продовольственная служба
- служба тыла
- финансовый отдел
- медицинская служба (поликлиника с лазаретом)
- служба защиты государственной тайны

### Подразделения обеспечения
- батальон обеспечения учебного процесса (БОУП)
- полевой учебный центр площадью 31 гектар (г.Шадринск)
- войсковое стрельбище площадью 98 гектар
- военный оркестр
- автопарк
- служба применения служебных животных

## Начальники института
- 2003—2005 — генерал-майор Бурцев Александр Иванович
- 2005—2009 — генерал-майор Строителев Алексей Николаевич
- 2009—2016 — генерал-майор Левитский Владимир Юриевич
- с 2016 — генерал-майор Урюмцев Виктор Иванович

## Награды
КПИ ФСБ России награждён:
- двумя Почетными Знаками и грамотами Коллегии Российского Государственного военного историко-культурного центра при Правительстве Российской Федерации
- тремя знаменами:
  - от Руководства ФСКН России – знаменем «Неприкосновенный запас России»
  - от Губернатора Курганской области – знаменем Курганской области
  - от комитетов Государственной Думы по обороне и безопасности – копией Знамени Победы.
- медалью преподобного Далмата Исетского I степени[5]